# Вурда

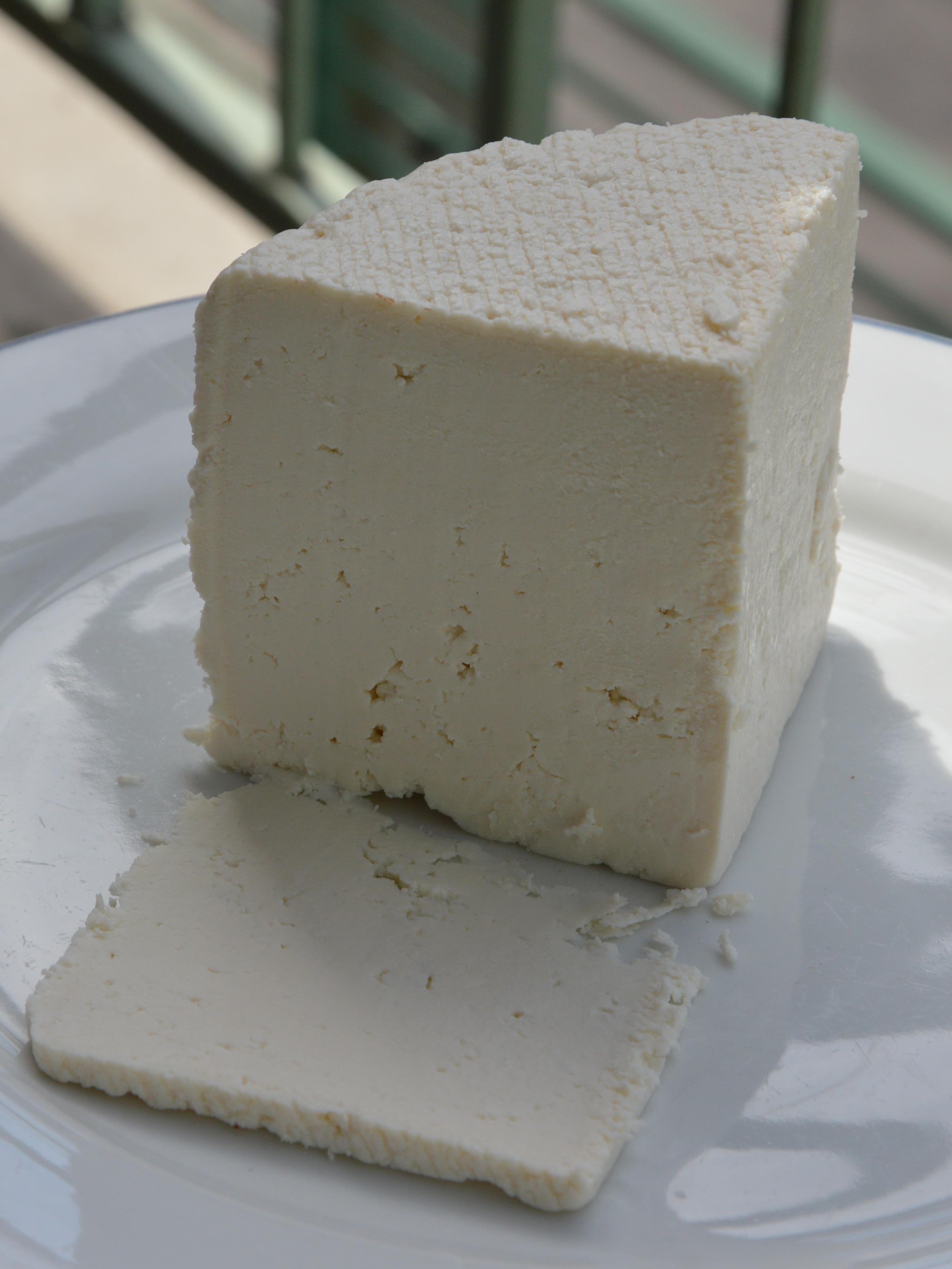

Ву́рда (мак. урда, болг. урда, извара, серб. вурда, угор. orda, zsendice) — варений сир, який виготовляють на Гуцульщині (Закарпатській та Івано-Франківській областях) та Балканах із сироватки та овечого молока. Українська назва походить від рум. urda, що має спільний корінь з «вурдитись», - скисати.
Після приготування сичужного сиру (будзу), отриману сироватку ставлять у каструлі на вогонь, додають свіже овече молоко (1–2 л на 10 л сироватки). Коли на поверхні почне утворюватися біла піна, то щоб уникнути пригорання, потрібно за допомогою дерев'яної лопатки очистити дно каструлі від утвореного згустку.
При подальшому нагріванні на поверхні утворюється «шапка» сиру. Краще трохи не доводити до кипіння — при цьому сироватка виходить зовсім прозорою, і вихід сиру може бути трохи більшим, але цілком можна і допускати кипіння. Отриманий сир відкидають на полотно.
Вурду можна вживати як звичайний сир. А щоб він був ніжнішим і смачнішим, сироватку краще відтискати не повністю. При цьому сир можна злегка посолити. У морозильній камері вурда може зберігатися невизначено довгий час.
Цей сир відомий не лише у Карпатах. Він є дуже популярним в Італії та інших країнах Середземномор'я, де його називають рикота або брюель і готують за такою ж технологією, але з коров'ячого молока. У Сербії цей сир також називається вурда і виробляється як з козячого, так і з коров'ячого молока. Популярними є фестивалі вурди — «Вурдіяди». Сербська вурда зазвичай виготовляється в домашніх умовах у сільських регіонах Сербії.